# 劉海苑
劉海苑，本名劉苑。台灣京劇演員，國光劇團一等演員，工張派青衣。師承周銘新，後拜張派創始人張君秋為師，為張君秋第一位台灣親授弟子。現任國劇協會理事長，國立台灣戲曲學院兼任教師。

## 戲曲生涯
海光國劇團訓練班（俗稱小海光）第一期，民國69年（1980）畢業。進入海光國劇隊擔任團員17年，期間受師長鼓勵學習張派，而後在票界友人的介紹下認識張君秋入室弟子蔡英蓮，得到張君秋先生首肯於1990年10月正式拜入張門。此後，劉海苑每年皆會請假一個月赴北京向張君秋學戲，直到其過世為止。在90年代也曾向童芷苓學過「尤三姐」。
1995年，隨著三軍劇隊合併，成為國光劇團創始成員。即將於2023年四月屆齡退休。國光劇團在2022年12月18日為其舉行榮退專場，以融入荀派《紅娘》內容的《西廂記》作為其告別作。

## 學歷
海光國劇團訓練班（俗稱小海光）、臺灣藝術大學戲劇學系碩士。

## 作品
擅演劇目《西廂記》《狀元媒》《孔雀東南飛》《春秋配》《趙氏孤兒》《銀屏公主》《秦香蓮》《望江亭》《詩文會》《盤夫索夫》《赤桑鎮》《白蛇傳》《司馬執劍》《鳳凰二喬》《畫龍點睛》《四郎探母》《王寶釧》《獅吼記》《寫狀》《癡夢》《穆桂英》《失子驚瘋》《龍鳳閣》《寶蓮燈》。
並主演國光劇團新編戲《媽祖》《胡雪巖》《王熙鳳》《目連救母》《金鎖記》《閻羅夢》《探春》《十八羅漢圖》等。